# نقاب (جوین)
نقاب شهری در  شمال غربی استان خراسان رضوی در شرق ایران است. این شهر مرکز شهرستان جوین است. بر اساس مصوبه هیئت وزیران در تاریخ ۷ اردیبهشت ۱۳۷۳، شهر نقاب به عنوان مرکز بخش جوین شناخته شد. همچنین با ارتقا بخش جوین به شهرستان در ۱۸ آذر سال ۱۳۸۶، شهر نقاب به عنوان مرکز شهرستان جوین تعیین گردید. همچنین مردم نقاب به زبان ترکی خراسانی صحبت می کنند.

## جمعیت
براساس سرشماری عمومی نفوس و مسکن در سال ۱۳۹۵ جمعیت این شهر، برابر با ۱۴٬۷۲۳ نفر بوده‌است. جمعیت نقاب در سال ۱۳۹۰، ۱۳٬۶۱۴ نفر برآورد شده‌است.